# 現美新幹線
- 新幹線E3系電車 > 現美新幹線
- とき (列車) > 現美新幹線

現美新幹線（げんびしんかんせん、英語: GENBI SHINKANSEN）は、かつて東日本旅客鉄道（JR東日本）が保有していたのってたのしい列車用（観光列車）の新幹線車両である。
本項では「現美新幹線」を使用して運行された列車についても記述する。

## 概要
上越新幹線で観光列車として運用された。名前の由来は現代美術の略称「現美」から。外観デザインは蜷川実花が担当し、黒を基調に夏の夜空を彩る長岡の花火を描いていた。内装デザインはジェイアール東日本建築設計事務所が担当し、美術館のようにアートが展示された。また、13号車にはカフェコーナーの設備があり、ツバメコーヒーによるコーヒーや十日町すこやかファクトリーによるスイーツ、アルコールメニューを楽しむことができた。

## 車両
車両は2002年11月18日に新製されたE3系0番台（R19編成）を改造したもの。この改造に伴い「とれいゆ」（R18編成）と同じく700番台へ改番された。
上越新幹線（新潟 - 越後湯沢間）の限定運用となったため、改番日（2016年1月4日）の翌5日付で秋田車両センター（現・秋田総合車両センター南秋田センター）から新潟新幹線車両センターへ転属している。

### 各車両の詳細
- 11号車[10]：E321-702（←E311-19）
  - 担当アーティスト：松本尚[7]（絵画）
種車のグリーン車の座席を普通車指定席として使用。
- 12号車：E326-702（←E326-19）
  - 担当アーティスト：小牟田悠介[7]（平面）
- 13号車：E329-702（←E329-19）
  - カフェ　担当アーティスト：古武家賢太郎（絵画）
  - キッズスペース　担当アーティスト：パラモデル[7]（絵画・彫刻）
- 14号車：E328-702（←E328-19）
  - 担当アーティスト：石川直樹[7]（写真）
- 15号車：E325-702（←E325-19）
  - 担当アーティスト：荒神明香[7]（立体）
- 16号車：E322-702（←E322-19）
  - 担当アーティスト：AKI INOMATA[11]（2018年3月 - ）／ブライアン・アルフレッド（英語: Brian Alfred）[7]（2016年4月 - 2018年3月）（映像）

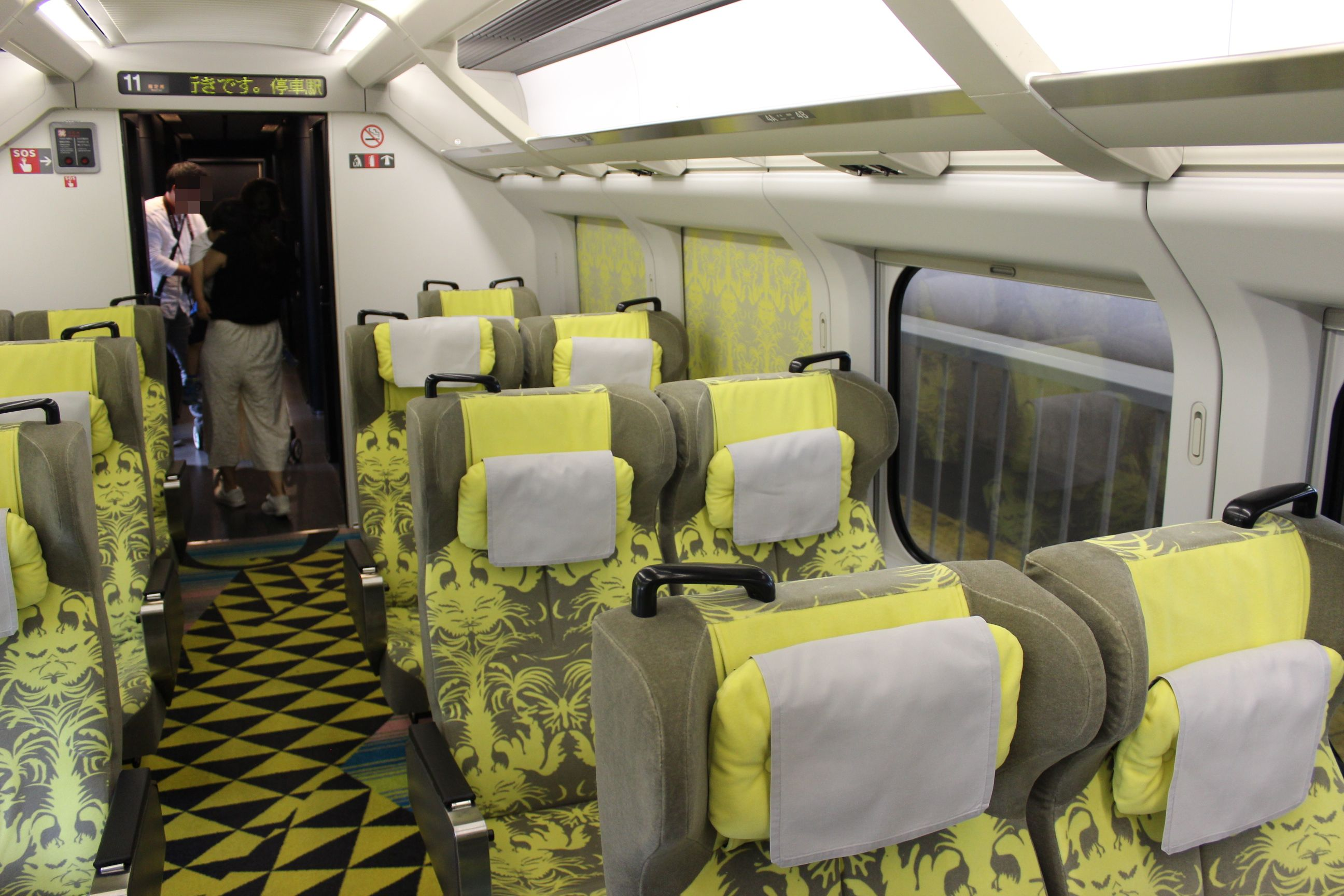
普通車指定席（11号車）
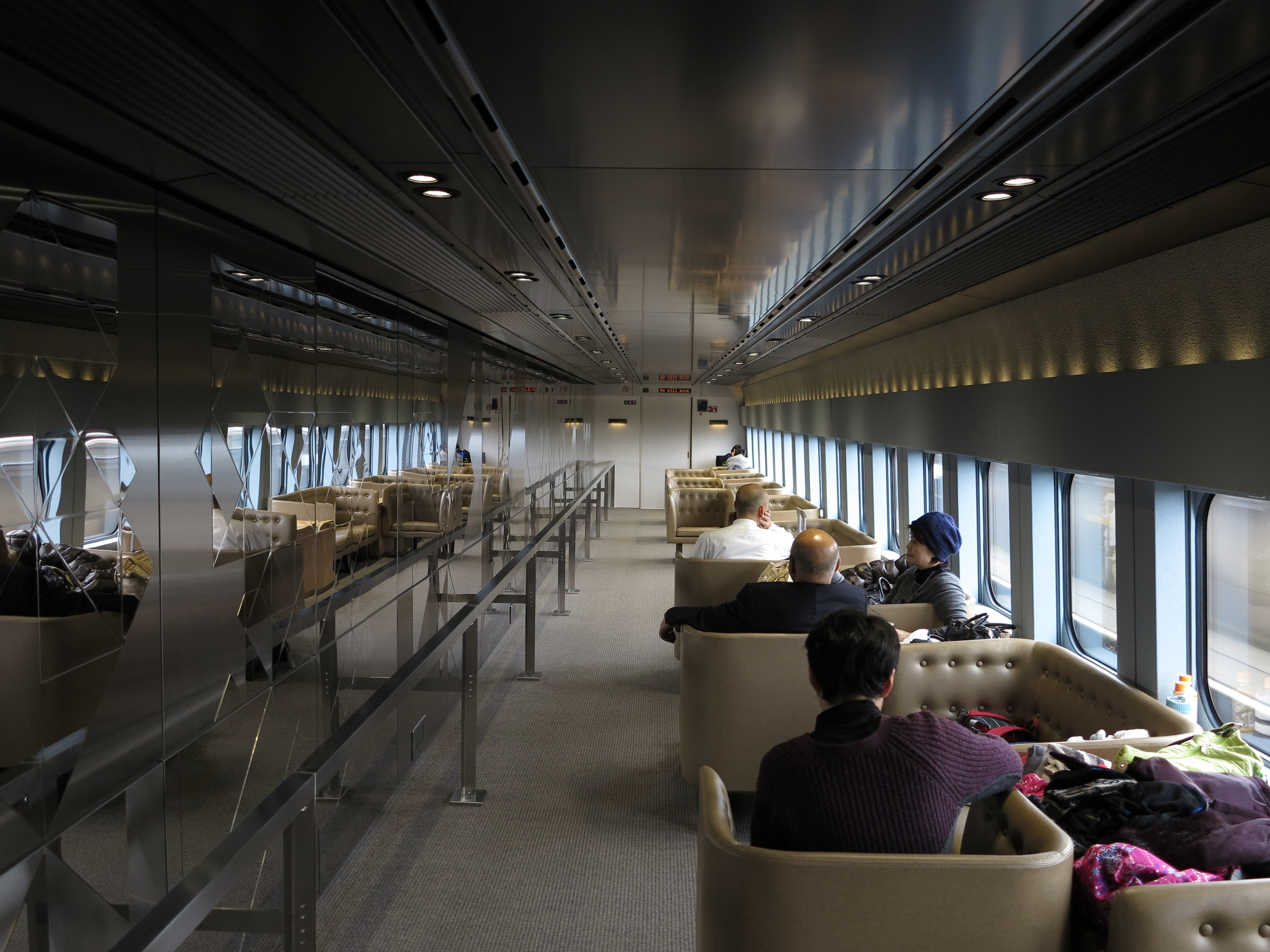
普通車自由席（12号車）
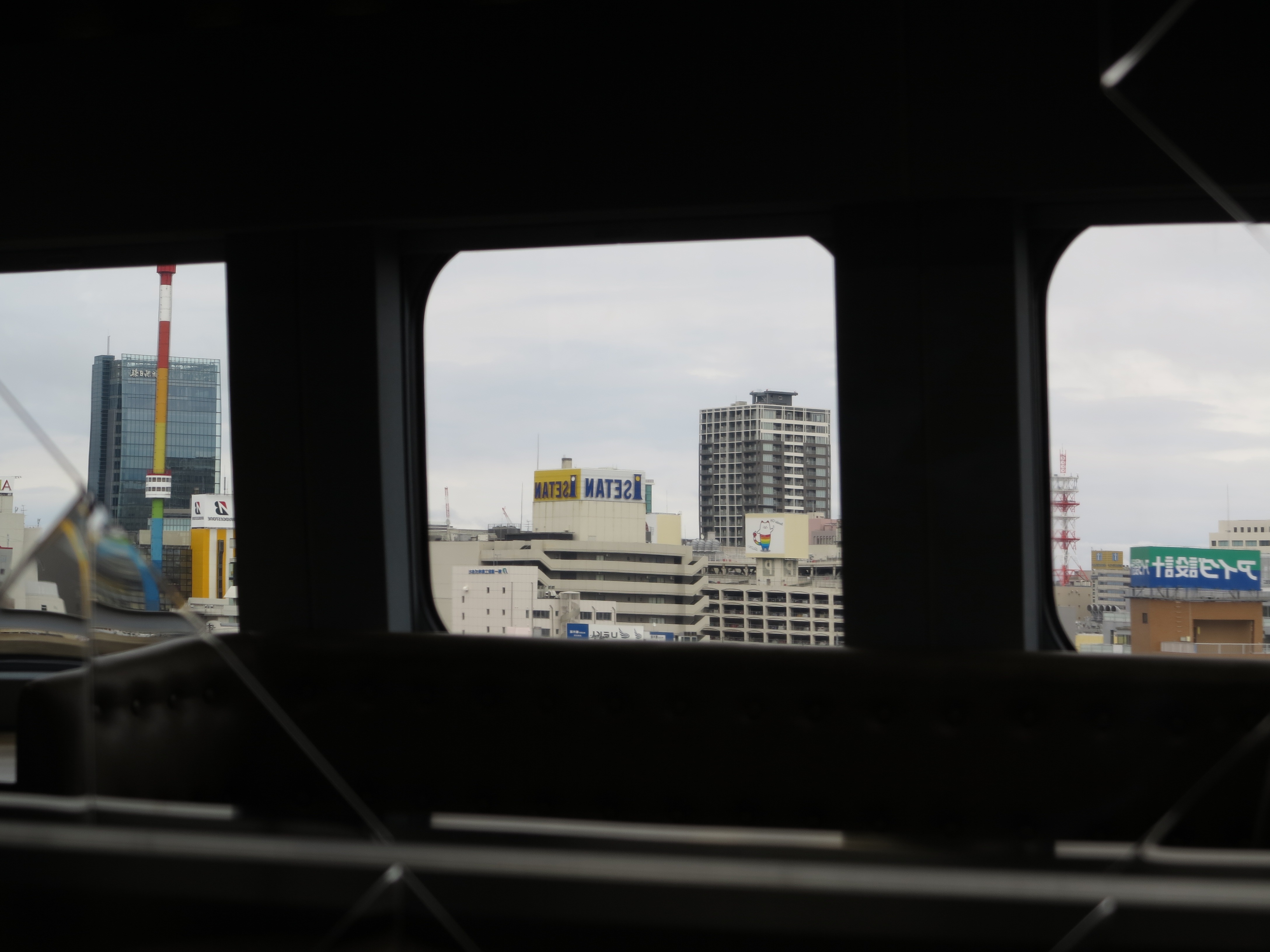
12号車の作品越しに見た車窓（例）
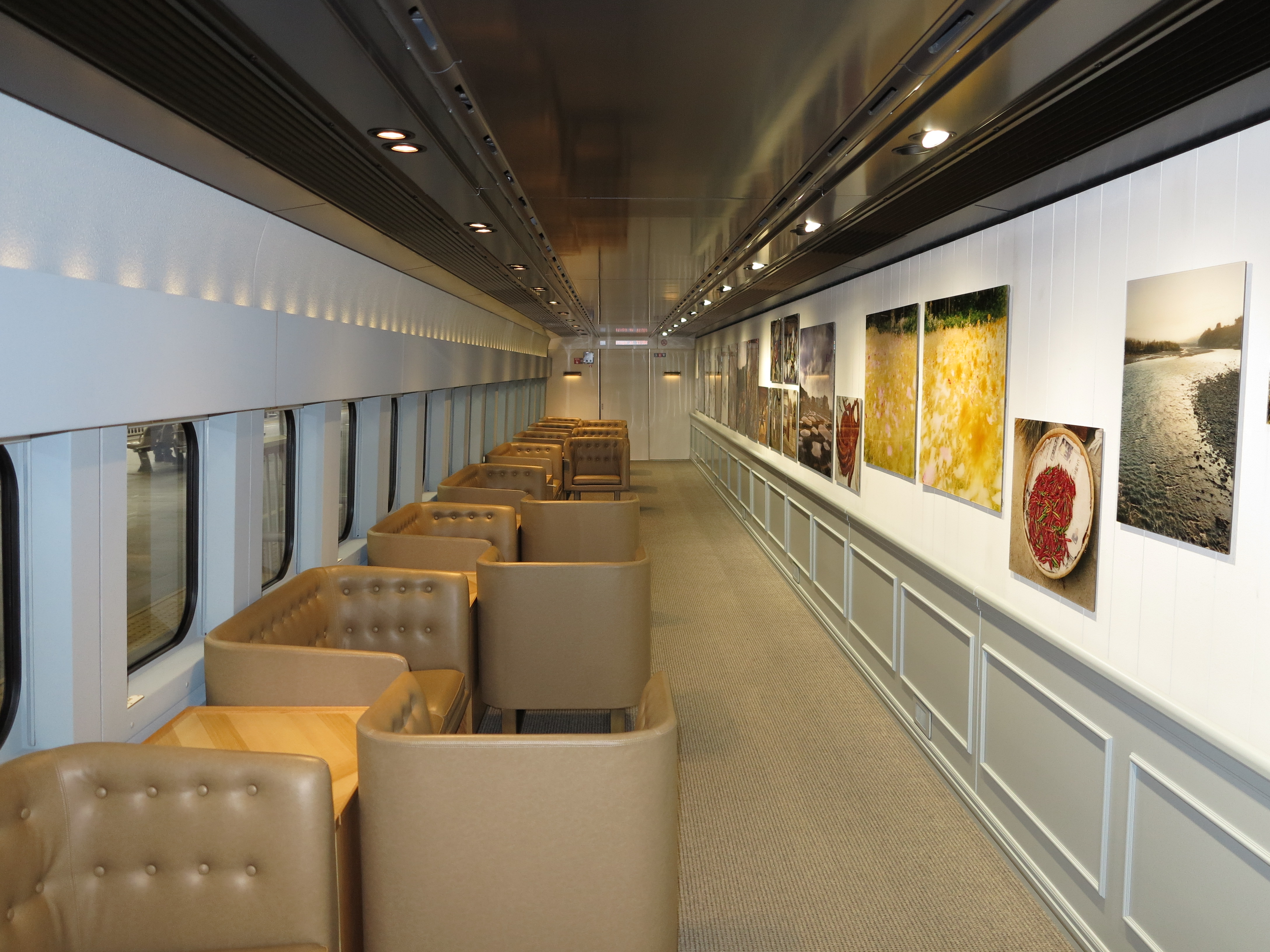
普通車自由席（14号車）
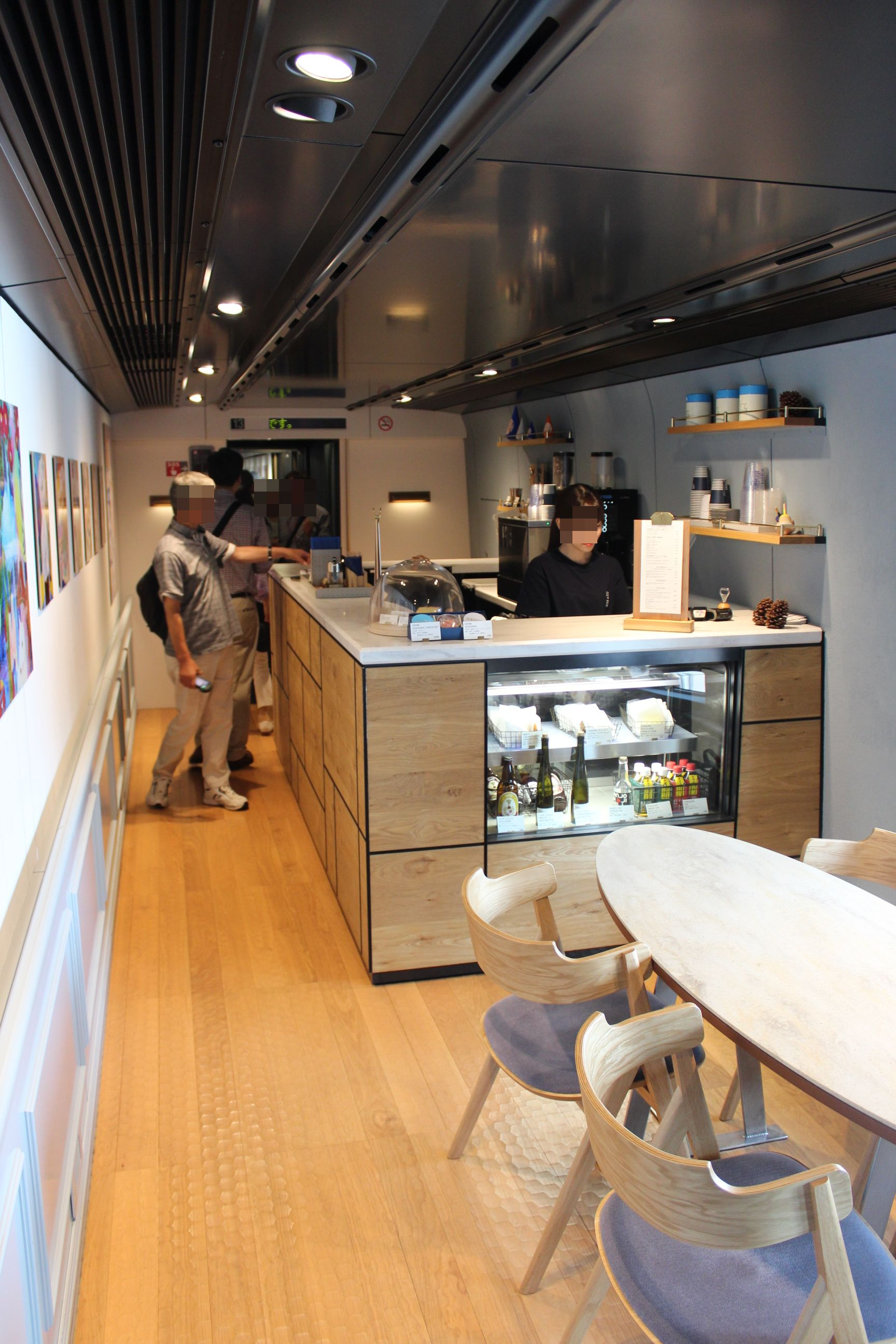
カフェ（13号車）
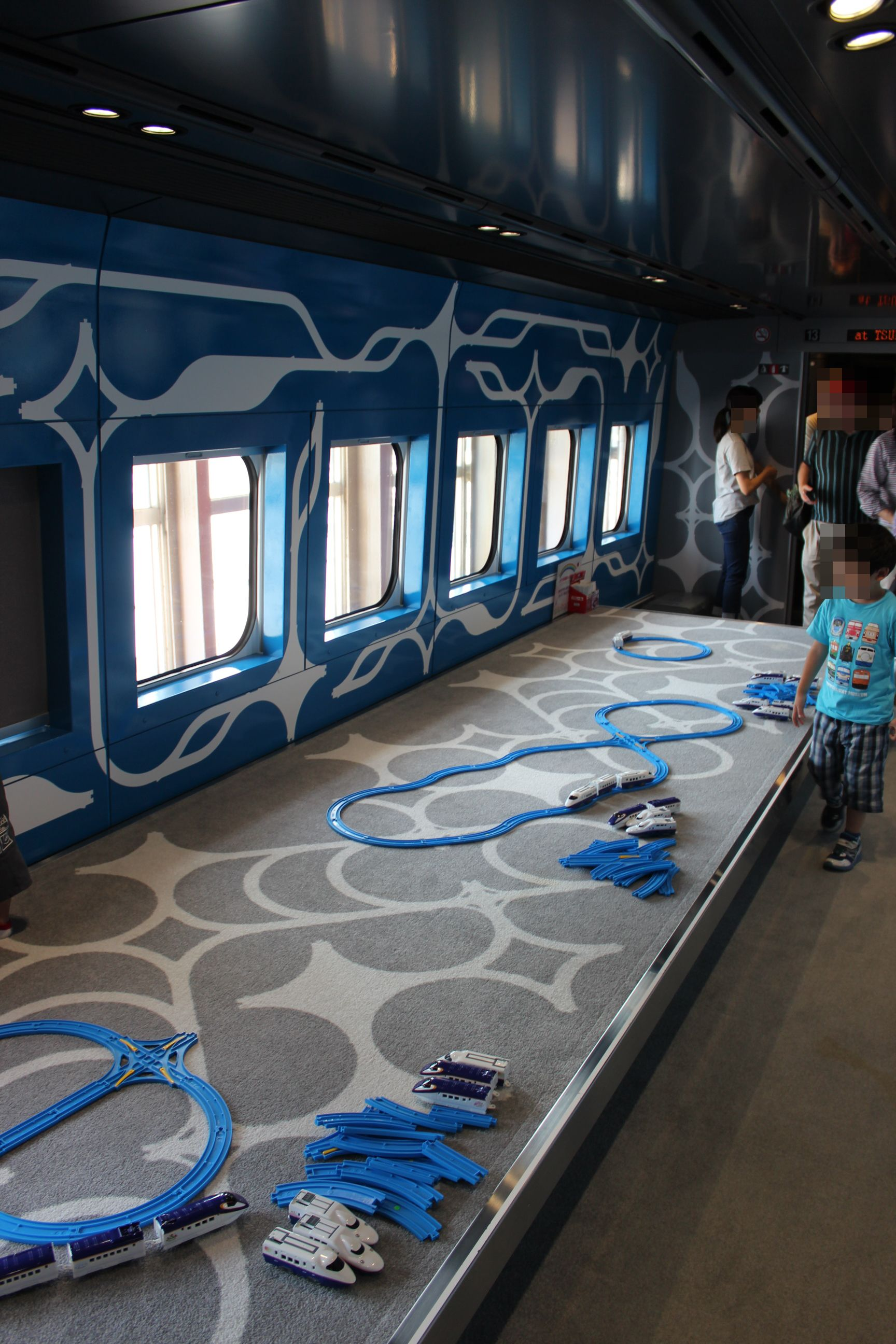
キッズスペース（13号車）

## 運用
2016年（平成28年）4月29日に運用を開始し、「とれいゆ つばさ」と同じく土休日を中心に運用された。越後湯沢駅 - 新潟駅間を各駅停車で運転した「とき」451 - 456号の臨時列車として1日3往復で運行し、所要時間は約50分だった。
指定席は11号車のみで、12 - 16号車は自由席となっていた。なお、2016年6月までの運行分については全車指定席となり、11号車（座席車）のみ一般発売され、12 - 16号車は旅行商品として販売された（ただし、5月21日より立席特急券が設定された）。
2020年（令和2年）12月19日で車両の老朽化に伴い定期運行を終了、翌20日の旅行商品専用列車（ラストラン）として 新潟駅 - 越後湯沢駅間を2往復運行し、営業運転を終了した。
運用終了後は全車両が解体されたが、車体外板や座席を活用したアーカイブ展示が越後湯沢・浦佐・長岡・燕三条・新潟の上越新幹線の各駅で行われている。また、ソファや座席プレートをオークション形式で一般に販売することも計画されている。

## 沿革
- 2016年（平成28年）
  - 4月29日：越後湯沢 - 新潟間で運行開始[17][18]。
  - 5月21日：立席特急券の発売開始[19]。
- 2017年（平成29年）
  - 10月8日：旅行商品専用列車として大宮 → 新潟間で運行[20]。
  - 12月8日：「JR7社共同企画 スペシャルツアー」の一環で、東北新幹線の仙台 → 大宮間を旅行商品専用列車として運行[21]。
- 2018年（平成30年）
  - 3月31日：車内に展示しているアート作品の一部を入れ替え[22][23]。
  - 10月6日 - 10月8日：旅行商品専用列車として上野 → 新潟間で運行[24]。
- 2019年（令和元年）
  - 10月5日・6日：旅行商品専用列車として新潟 → 東京間で運行[25][26][27]。
- 2020年（令和2年）
  - 4月8日：新型コロナウイルスの感染拡大防止のため、同年5月31日まで運休[28]。
  - 5月13日：同年6月1日以降の運休延長を発表[29]。
  - 6月26日：同年8月1日より運転再開を発表[30]。
  - 7月27日：同年12月をもって運行を終了することを発表[2]。
  - 8月1日：運行再開[30]。
  - 11月12日 - 13日：阪急交通社の団体専用列車として東北新幹線上野駅 - 仙台駅間で運行（12月8日・9日にも運転）[31]。
  - 12月19日：定期運行終了[2][3]。
  - 12月20日：旅行商品専用列車（ラストラン）として、新潟駅 - 越後湯沢駅間を2往復運行。この日をもって営業運転終了[32][14]。
- 2021年（令和3年）3月1日：全車両が廃車[33]。